# SOVA
SOVA – trzeci album studyjny polskiej grupy muzycznej Mikromusic. Wydawnictwo ukazało się 11 października 2010 roku.
Album został nagrany głównie w studiu RecPublica w Lubrzy w lipcu 2010 w ciągu około 4 dni. Piosenka „Por fim” z udziałem Joao Teixeira de Sousy (wokal) została nagrana w studiu Echo. Część aranżacji powstała w trakcie prób.

## Lista utworów
1. „Oczko” – 3:54
2. „Chmurka” – 3:36
3. „Niemiłość” – 3:05
4. „Jesień” – 6:22
5. „Manna” – 3:50
6. „Słowa” – 3:52
7. „Do kieszeni” – 4:26
8. „Porzeczki” – 4:51
9. „Szkodnik” – 4:45
10. „Maliny” – 4:43
11. „Por fim” – 3:47

## Teledyski
- „Niemiłość” (reżyseria: Łukasz Tunikowski)[5]
- „Chmurka” (reżyseria: Natalia Grosiak)[6]
- „Słowa” (reżyseria: Natalia Grosiak)[7]
- „Jesień” (reżyseria: Natalia Grosiak, Kuba Wencek)[8]